# Anacroneuria guambiana
Anacroneuria guambiana is een steenvlieg uit de familie borstelsteenvliegen (Perlidae). De wetenschappelijke naam van de soort is voor het eerst geldig gepubliceerd in 1999 door Zúñiga & Stark.